# Jan Hauser
Jan Hauser (Glaris, 19 de enero de 1985) es un deportista suizo que compitió en curling.
Participó en los Juegos Olímpicos de Vancouver 2010, obteniendo una medalla de bronce en la prueba masculina. Ganó una medalla de plata en el Campeonato Europeo de Curling Masculino de 2009.

## Palmarés internacional
| Juegos Olímpicos   | Juegos Olímpicos       | Juegos Olímpicos  | Juegos Olímpicos |
| Año                | Lugar                  | Medalla           | Prueba           |
| ------------------ | ---------------------- | ----------------- | ---------------- |
| 2010               | Vancouver (Canadá)     | Medalla de bronce | Equipo           |
| Campeonato Europeo |                        |                   |                  |
| Año                | Lugar                  | Medalla           | Prueba           |
| 2009               | Aberdeen (Reino Unido) | Medalla de plata  | Equipo           |